# Операција Харлинг
Дана 25. новембра 1942. командоси Управе за специјалне опрације уз помоћ герилаца ЕЛАС и ЕДЕС срушили су железнички мост на реци Горгопотамос у средњој Грчкој на прузи која повезује Солун и Пиреј. Овим је прекинута најважнија саобраћајница на Балкану, која је током једног дела 1942. имала улогу у снабдевању Ромеловог Афричког корпуса, што је имало значајне последице на исход борбе у северној Африци.
У септембру 1942. Управа за специјалне операције у Каиру направио план за напад на горгопотамски мост. Акција је добила кодни назив „Операција Харлинг“ (енгл. Harling). Формирана је борбена група Харлинг (енгл. Harling Force) од дванаест чланова под командом пуковника "Едија“ Мајерса (енгл. E.C.W. (Eddie) Myers). Током ноћи 28/29. септембра и следеће ноћи, ова група је спуштена падобранима у централну Грчку. Тамо су успели да ступе у везу са вођом ЕЛАС-а Арисом Велухиотисом и са вођом ЕДЕС-а Наполеоном Зервасом и да их придобију за акцију. Формирали су заједничку борбену групу од око 150 људи за извођење акције.
Операција је изведена 25. новембра. Мост је у бункерима на северном и на јужном крају обезбеђивало око 80 италијанских војника. На северно обезбеђење моста нападала је група од 25 герилаца ЕДЕС-а, а на јужно група од 70 герилаца ЕЛАС-а. Двојица британских специјалиста и тројица командоса сачињавала су групу за постављање експлозива, док су остали распоређени на обезбеђењу од непријатељске интервенције. Ови обезбеђујући делови су пред почетак акције пресекли телефонске и телеграфске линије за везу.
Напад је почео у 23 часа. Након око једног сата борбе, јужна група успела је да савлада италијанску одбрану. То су искористили минери за постављање експлозива. Након успешно изведеног рушења, и северна група савладала је отпор Италијана на свом сектору. Група за обезбеђење зауставила је италијански воз из правца Ламије. У 2:30 операција је окончана и све борбене групе повукле су се у предвиђеним правцима.
Током ове операције Италијани су имали око 30 војника избачених из строја, али је много важнија последица било избацивање ове пруге из употребе током шест недеља битних за развој ситуације у северној Африци. Након операције обезбеђење моста преузели су Немци.
Након овог успеха Управа за специјалне операције је добила на значају и ускоро је веома раширила своја дејства у окупираној Европи.